# بيتر غوتس
بيتر غوتس هو سياسي ألماني، ولد في 24 سبتمبر 1947 في بادن بادن في ألمانيا. نشط حزبياً في الاتحاد الديمقراطي المسيحي. وقد انتخب نائب عن الجمعية البرلمانية لمجلس أوروبا ‏ لترشحه ضمن قائمة ألمانيا، (27 يناير 2003 – 25 يناير 2010) وانتخب عضو في البوندستاغ الألماني خلال فترته النيابية ‏ (20 ديسمبر 1990 – 10 نوفمبر 1994).